# Kraft Thorwald Dilloo
Kraft Thorwald Dilloo (* 31. März 1928 in Veldhausen) ist ein deutscher Flötist und Musikpädagoge.

## Leben und Werk
Dilloo studierte ab 1943 bei P. Buchelt an der Kölner Musikhochschule. Ab 1946 begann er mit solistischen Auftritten. 1949 nahm er eine Verpflichtung an das Orchester des Südwestfunks in Baden-Baden an. Er wirkte lange Jahre als 1. Soloflötist in diesem Orchester. Seit 1956 wirkte er auch im Bläserquintett des Südwestfunks mit. Dilloo war auch Mitglied des Südwestdeutschen Kammerorchester Pforzheim.
1964 übertrug man Dilloo die Leitung einer Meister- und Ausbildungsklasse an der Hochschule für Musik Karlsruhe.